# Wegmoosried (Bannwald)
Das Gebiet Wegmoosried ist ein mit Verordnung vom 3. September 2004 ausgewiesener Bannwald (Schutzgebiet-Nummer 100109) im Süden des deutschen Landes Baden-Württemberg.

## Definition
In Baden-Württemberg sind Bannwälder Totalreservate, in denen jegliche Nutzung per Rechtsverordnung verboten ist. In anderen Ländern Deutschlands sind die Totalreservate unter dem Namen Naturwaldreservat, Naturwaldparzelle, Naturwaldzelle oder Naturwald bekannt. Bannwälder dienen der wissenschaftlichen Erforschung natürlicher Abläufe in Wäldern. Durch ihren Reichtum an Struktur und abgestorbenem Holz sind Bannwälder Rückzugsgebiete für viele bedrohte Tier-, Pflanzen- und Pilzarten.

## Lage
Der etwa 20 Hektar (ha) große, zum Naturraum Oberschwäbisches Hügelland gehörende Bannwald Wegmoosried liegt auf einer Höhe von rund 585 m ü. NN, ungefähr 1,8 Kilometer südwestlich der Wolpertswender Ortsmitte im Landkreis Ravensburg.

## Schutzzweck
Die überwiegende Fläche des Waldschutzgebiets ist Teil des in die nationale Vorschlagsliste zur Meldung an die Kommission für den Aufbau und den Schutz eines Europäischen ökologischen Netzes Natura 2000 aufgenommenen Gebiets mit der Bezeichnung „Feuchtgebiete um Altshausen“.
Wesentlicher Schutzzweck ist es, die unbeeinflusste, spontane Entwicklung gebietstypischer Waldgesellschaften (submontaner Wimpernseggen-Buchen-Tannen-Wald, artenarmer Buchen-Eichen-Tannen-Wald, Eschen-Erlen-Wald der Talsohlen und Rinnen, Erlen-Bruchwald, Fichten-Moorrandwald, Kiefern-Moorrandwald, Bergkiefern-Hochmoor) mit ihren standortstypischen Tier- und Pflanzenarten zu sichern und zu fördern, sowie die wissenschaftliche Beobachtung der Entwicklung zu gewährleisten.
Dies beinhaltet den Schutz der Lebensräume und -gemeinschaften, die sich im Gebiet befinden, sich im Verlauf der eigendynamischen Entwicklung des Waldbestandes innerhalb des Schutzgebietes ändern oder durch die eigendynamische Entwicklung entstehen.

### Zusammenhang mit anderen Schutzgebieten
Neben dem FFH-Gebiet „Feuchtgebiete um Altshausen“ (Schutzgebiet-Nummer DE-8023-341) ist das Dornachried Teil des Naturschutzgebiets „Vorsee-Wegenried“ (4.048) und des Vogelschutzgebiets „Blitzenreuter Seenplatte mit Altshauser Weiher“ (DE-8123-441).

## Betreuung
Wissenschaftlich betreut wird der Bannwald Wegmoosried durch die Forstliche Versuchs- und Forschungsanstalt Baden-Württemberg (FVA).